# Pascale de Boysson
Pour les articles homonymes, voir Famille de Boysson et Boysson.
Pascale de Boysson est une comédienne française, née le 16 avril 1922 à Chindrieux et morte le 9 août 2002 à Sainte-Marie-de-Ré.

## Biographie

### Famille et formation
Pascale de Boysson naît dans le château de Châtillon du mariage de Louis de Boysson (1881-1971), directeur de la Compagnie du chemin de fer de Paris à Orléans, et de Marie-Jeanne d'Anglejan-Châtillon. Elle est la sœur de Guy de Boysson, député du parti communiste français. 
Elle est l'élève de Charles Dullin et de Tania Balachova. En 1961, après sa rencontre avec Laurent Terzieff, elle partage sa vie et anime avec lui la compagnie Laurent Terzieff fondée en 1961.

### Carrière
Elle joue dans plus de cinquante pièces de théâtre et dans le spectacle Le Babil des classes dangereuses, qu'elle contribue à créer en janvier 1984.
Elle est l'auteur d'adaptations de pièces de Murray Schisgal, Arnold Wesker et Sławomir Mrożek, et reçoit en 2003, à titre posthume, le molière du meilleur adaptateur d'une pièce étrangère, pour Le Regard, de Murray Schisgal.
Pascale de Boysson participe à plus d'une trentaine de films ou téléfilms, et prête sa voix au film L'Histoire sans fin.

### Mort et hommages
Morte le 9 août 2002 à La Noue (commune de Sainte-Marie-de-Ré), elle est inhumée au Coux-et-Bigaroque (Dordogne).
Jean-Jacques Aillagon, ministre de la Culture et de la Communication, rendait ainsi hommage à Pascale de Boysson le jour de sa mort :

« Avec Pascale de Boysson, nous perdons une très grande comédienne, mais aussi une remarquable adaptatrice qui avait le don rare de savoir traduire pour le public français les dramaturges étrangers qu'elle aimait, sans jamais en trahir le caractère et le génie propre. Nous attendions avec impatience de la retrouver sur les planches, à la rentrée, dans son adaptation du Regard de Murray Schisgal, un auteur qui lui était particulièrement cher. Sa rencontre avec Laurent Terzieff, son compagnon à la ville comme sur la scène, avait été pour elle déterminante. Pour elle, mais aussi pour le public, puisque cette rencontre allait être à l'origine d'une compagnie qui reste, 40 ans après sa fondation, l'une des belles aventures théâtrales de notre temps. »

Lorsque le Molière de l'adaptateur est décerné à Pascale de Boysson, quelques mois après sa mort, c'est Laurent Terzieff qui remercie la profession et rend hommage à celle qui était sa partenaire et sa compagne :

« C’est sur le tas, et souvent dans l'urgence que, dans le cadre de ses activités de comédienne, au sein de notre compagnie, Pascale de Boysson a été amenée à traduire les textes de Schisgal, Saunders, Friel et d'autres… 

Elle l'a fait avec, à la fois, une grande humilité et une insolente facilité, ne cherchant pas la ressemblance à tout prix à travers des équivalences convenues, mais au contraire imposant une différence, parfois des dissonances, en creusant un sillon dans notre langue d'accueil, en l'enrichissant d'un son nouveau, de la tonalité du chant d’un auteur venu d’ailleurs. 

Il m'est encore difficile de parler de Pascale. J'y ressens la maladresse du cambrioleur qui se verrait obligé de forcer son propre coffre-fort, comme il est dit quelque part dans un roman de Faulkner. 

Je dirai seulement que je considère ce prix comme un dernier hommage de la profession à Pascale de Boysson, à cette vie indépendante, généreuse et gratuite qu’elle s'était donnée. »

Le 2 juillet 2015, la place Laurent-Terzieff-et-Pascale-de-Boysson est inaugurée à Paris, dans le 6e arrondissement.

## Filmographie

### Cinéma
- 1957 : Pot-Bouille de Julien Duvivier
- 1960 : Moderato cantabile de Peter Brook
- 1960 : Le Dialogue des carmélites de Philippe Agostini et Raymond Léopold Bruckberger
- 1961 : Amélie ou le Temps d'aimer de Michel Drach
- 1962 : Le Bureau des mariages de Yannick Bellon
- 1963 : Tous ceux qui tombent de Michel Mitrani
- 1963 : Les Abysses de Nikos Papatakis
- 1964 : L'Adage de Dominique Delouche
- 1964 : Du grabuge chez les veuves de Jacques Poitrenaud
- 1965 : La Vieille Dame indigne de René Allio
- 1966 : La Seconde Vérité de Christian-Jaque
- 1970 : Madly de Roger Kahane
- 1973 : Il n'y a pas de fumée sans feu d'André Cayatte
- 1975 : Aloïse de Liliane de Kermadec
- 1975 : Jeu de Reginald Gray
- 1978 : Perceval le Gallois d'Éric Rohmer
- 1979 : Tess de Roman Polanski
- 1982 : Petit Joseph de Jean-Michel Barjol
- 1985 : La ragazza dei lillà de Flavio Mogherini
- 1992 : Le Guéla de Pascale Charolais
- 1994 : Le Radeau de La Méduse d'Iradj Azimi
- 2003 : Rien, voilà l'ordre de Jacques Baratier

### Télévision
- 1963 : La caméra explore le temps : La Vérité sur l'affaire du courrier de Lyon de Stellio Lorenzi
- 1964 : La caméra explore le temps : Mata Hari de Guy Lessertisseur
- 1967 : Hedda Gabler de Raymond Rouleau  d'après Henrik Ibsen
- 1973 : Le Maïtre de pension de Marcel Moussy
- 1974 : De vagues herbes jaunes de Josée Dayan
- 1974 : Les Oiseaux de lune de Marcel Aymé, réalisation André Barsacq
- 1975 : Bérénice de Racine, réalisation Raymond Rouleau
- 1976 : Milady d'après Paul Morand, réalisation François Leterrier
- 1978 : La Corde au cou de Marcel Moussy
- 1981 : Le Voyage du Hollandais de Charles Brabant
- 1983 : La Flèche dans le cœur (La freccia nel fianco) de Giovanni Fago
- 1986 : Nazi Hunter : The Beate Klasfeld Story de Michael Lindsay-Hogg
- 1988 : Un médecin des lumières de René Allio
- 1988 : Les Cinq Dernières Minutes : Dernier grand prix de Gilles Katz
- 1992 : Liebesreise de Sylvia Hoffmann
- 1996 : Laurent Terzieff, l'homme secret documentaire de Léon Desclozeaux
- 1997 : Baldi : Baldi et les petits riches de Claude d'Anna et Michel Mees

## Théâtre

### Comédienne
- 1952 : La Savetière prodigieuse de Federico García Lorca, mise en scène Raymond Hermantier, Théâtre de l'Humour
- 1954 : La Matinée d'un homme de lettres de Tania Balachova d'après Anton Tchekhov, mise en scène Tania Balachova, Théâtre de la Huchette
- 1954 : Yerma de Federico García Lorca, mise en scène Guy Suarès, Théâtre de la Huchette
- 1955 : La Mouette d'Anton Tchekhov, mise en scène André Barsacq, Théâtre de l'Atelier
- 1955 : Les Oiseaux de lune de Marcel Aymé, mise en scène André Barsacq, Théâtre de l'Atelier
- 1956 : Hedda Gabler de Henrik Ibsen, mise en scène Guy Suarès, Théâtre Franklin
- 1958 : Miguel Mañana d'Oscar Venceslas de Lubicz-Milosz, mise en scène Maurice Jacquemont, Studio des Champs-Élysées
- 1958 : Lorsque cinq ans seront passés de Federico García Lorca, mise en scène Guy Suarès, Théâtre Récamier
- 1959 : L'Échange de Paul Claudel, mise en scène Guy Suarès, Aix-en-Provence
- 1961 : La Pensée, d'après Leonid Andreïev, adaptation Carlos Semprún, mise en scène Laurent Terzieff, Théâtre de Lutèce, et 1962, Théâtre Hébertot
- 1961 : Les Nourrices de Romain Weingarten, mise en scène de l'auteur, Théâtre de Lutèce
- 1962 : L'Échange de Paul Claudel, mise en scène Guy Suarès, Théâtre Hébertot
- 1963 : Le Tigre de Murray Schisgal, mise en scène Maurice Garrel et Laurent Terzieff, Théâtre de Lutèce
- 1963 : Les Dactylos de Murray Schisgal, mise en scène Maurice Garrel et Laurent Terzieff, Théâtre de Lutèce
- 1965 : Love de Murray Schisgal, mise en scène Maurice Garrel, Théâtre Montparnasse
- 1966 : Les Voisins de James Saunders, mise en scène Laurent Terzieff, Théâtre de Lutèce
- 1967 : Les Voisins de James Saunders, mise en scène Laurent Terzieff, Théâtre de Lutèce
- 1967 : Tango de Sławomir Mrożek, adaptation Georges Lisowski et Claude Roy, mise en scène Laurent Terzieff, Théâtre de Lutèce
- 1968 : Jeu d'enfant de Carol Bernstein, mise en scène Laurent Terzieff, Théâtre de l'Odéon
- 1968 : Spectacle de Carol Bernstein, mise en scène Laurent Terzieff, Théâtre de l'Odéon
- 1968 : Les Voisins de James Saunders, mise en scène Laurent Terzieff, Théâtre du Vieux-Colombier
- 1968 : Fragments et Les Chinois de Murray Schisgal, mise en scène Laurent Terzieff, Théâtre du Vieux-Colombier
- 1969 : La Valse des chiens de Leonid Andreïev, adaptation Laurent Terzieff, mise en scène Carlos Wittig, Théâtre du Vieux-Colombier
- 1969 : David, la nuit tombe de Bernard Kops, mise en scène Yves Gasc, Comédie de l'Ouest
- 1971 : L'Homme couché de Carlos Semprún, mise en scène Laurent Terzieff, Théâtre du Lucernaire
- 1971 : Ici... maintenant de Claude Mauriac, mise en scène Laurent Terzieff, Théâtre du Lucernaire
- 1971 : Les Voisins de James Saunders, mise en scène Laurent Terzieff, tournée
- 1972 : La Cigogne d'Armand Gatti, mise en scène Pierre Debauche, Théâtre des Amandiers
- 1972 : David, la nuit tombe de Bernard Kops, mise en scène André Barsacq, Théâtre de l'Atelier
- 1973 : Isma de Nathalie Sarraute, mise en scène Claude Régy, Espace Pierre Cardin
- 1973 : Rubezahl, scènes de Don Juan d'Oscar Venceslas de Lubicz-Milosz, mise en scène Laurent Terzieff, Théâtre du Lucernaire
- 1974 : Rubezahl, scènes de Don Juan d'Oscar Venceslas de Lubicz-Milosz, mise en scène Laurent Terzieff, Théâtre Montansier
- 1974 : La Mandore de Romain Weingarten, mise en scène Daniel Benoin, Théâtre Daniel Sorano-Vincennes
- 1974 : Folies bourgeoises-La Petite illustration de Roger Planchon, mise en scène Roger Planchon, Comédie de Saint-Étienne
- 1975 : A. A., Théâtres d'Arthur Adamov d'Arthur Adamov, mise en scène Roger Planchon, TNP Villeurbanne et 1976, Théâtre national de Chaillot
- 1976 : Folies bourgeoises-La Petite illustration, mise en scène Roger Planchon, Théâtre de la Porte-Saint-Martin
- 1977 : Boîte, Mao, boîte ou Citations de Mao-Tse-Toung d'Edward Albee, adaptation Matthieu Galey, mise en scène Laurent Terzieff, Théâtre du Lucernaire
- 1978 : Une Heure avec Rainer Maria Rilke d'après Rainer Maria Rilke, mise en scène Laurent Terzieff, Théâtre du Lucernaire
- 1978 : Fragments de Murray Schisgal, mise en scène Laurent Terzieff, Théâtre du Lucernaire
- 1979 : Le Pic du bossu de Sławomir Mrożek, mise en scène Laurent Terzieff, Théâtre national de Chaillot
- 1980 : Le Pic du bossu de Sławomir Mrożek, mise en scène Laurent Terzieff, Théâtre Hébertot
- 1980 : Milosz d'après Oscar Venceslas de Lubicz-Milosz, mise en scène Laurent Terzieff, Théâtre du Lucernaire
- 1981 : Une Heure avec Rainer Maria Rilke d'après Rainer Maria Rilke, mise en scène Laurent Terzieff, Théâtre de La Criée
- 1981 : Milosz d'après Oscar Venceslas de Lubicz-Milosz, mise en scène Laurent Terzieff, Théâtre du Lucernaire
- 1981 : Les Amis d'Arnold Wesker, mise en scène Yves Gasc, Théâtre du Lucernaire
- 1983 : Milosz d'après Oscar Venceslas de Lubicz-Milosz, mise en scène Laurent Terzieff, Théâtre Renaud-Barrault
- 1984 : Le Babil des classes dangereuses de Valère Novarina, mise en scène Jean Gillibert, Théâtre de la Criée, Centre Georges Pompidou
- 1984 : Guérison américaine de James Saunders, mise en scène Laurent Terzieff, Théâtre 13, Théâtre La Bruyère
- 1986 : Témoignages sur Ballyberg de Brian Friel, adaptation Pol Quentin, mise en scène Laurent Terzieff, Théâtre du Lucernaire[4]
- 1986 : Les Femmes savantes de Molière, mise en scène Françoise Seigner, Théâtre de Boulogne-Billancourt
- 1988 : Ce que voit Fox de James Saunders, mise en scène Laurent Terzieff, Théâtre La Bruyère
- 1989 : Henri IV de Luigi Pirandello, adaptation et mise en scène Armand Delcampe, Théâtre de l'Atelier
- 1990 : Ce que voit Fox de James Saunders, mise en scène Laurent Terzieff, Théâtre Hébertot
- 1991 : Richard II de William Shakespeare, mise en scène Yves Gasc, Théâtre des Célestins, Théâtre de l'Atelier
- 1993 : Temps contre temps de Ronald Harwood, mise en scène Laurent Terzieff, Théâtre La Bruyère
- 1994 : Temps contre temps de Ronald Harwood, mise en scène Laurent Terzieff, Théâtre des Célestins
- 1997 : Le Bonnet du fou de Luigi Pirandello, mise en scène Laurent Terzieff, Théâtre de l'Athénée et 1998, Théâtre de l'Atelier
- 2000 : Brûlés par la glace de Peter Asmussen, mise en scène Laurent Terzieff, Théâtre 14 Jean-Marie Serreau
- 2000 : Bertolt Brecht, poète de Bertolt Brecht, mise en scène Laurent Terzieff, Maison de la Poésie, et 2001, Théâtre de la Gaîté Montparnasse
- 2001 : Moi, Bertolt Brecht de Bertolt Brecht, mise en scène Laurent Terzieff, Théâtre de la Gaîté-Montparnasse

### Adaptatrice
- 1965 : Love de Murray Schisgal, mise en scène Maurice Garrel, Théâtre Montparnasse
- 1966 : Hélas, pauvre Fred ! de James Saunders, mise en scène Laurent Terzieff, Théâtre de Lutèce
- 1968 : Fragments de Murray Schisgal, mise en scène Laurent Terzieff, Théâtre du Vieux-Colombier
- 1984 : Le Tigre de Murray Schisgal, adaptation avec Laurent Terzieff, mise en scène Kapela Mulumba, Théâtre de Dix-heures

### Traductrice
- 1982 : L'Ambassade de Sławomir Mrożek, traduction avec l'auteur et Laurent Terzieff, mise en scène Laurent Terzieff, Théâtre Renaud-Barrault

## Distinctions
- Molières 1988 : Nomination au Molière de la comédienne dans un second rôle pour Ce que voit Fox
- Molières 2003 : Molière de l'adaptateur pour Le Regard